# قمری زمینی سینه‌عنابی
قمری زمینی سینه‌عنابی (نام علمی: Paraclaravis mondetoura) نام یک گونه از سرده قمری‌های زمینی است.